# Administración Nacional de Educación Pública
La Administración Nacional de Educación Pública  de Uruguay es el organismo estatal responsable de la planificación, gestión y administración del sistema educativo público en sus niveles de enseñanza inicial, primaria, secundaria, técnica y también en la formación docente en todo el territorio uruguayo.   

## Historia
Es creada el 28 de marzo de 1985 mediante la Ley de Educación 15.739 la que en su Capítulo II establece :  
"Artículo 5: Créase la Administración Nacional de Educación Pública, Ente Autónomo con personería jurídica que funcionará de acuerdo con las normas pertinentes de la Constitución y de esta ley."

## Cometidos y atribuciones
Tiene a su cargo la administración de la educación pública y el control de la educación privada en todos los niveles antes mencionados y —al igual que la Universidad de la República, que es la encargada de la educación universitaria estatal— tiene el carácter de un ente autónomo. 
Está regida por el Consejo Directivo Central, que está integrado por cinco miembros y es el órgano jerárquico del cual dependen la Dirección de Educación_Inicial y Primaria, la Dirección General de Enseñanza Secundaria, la Dirección de Educación Técnico Profesional y el Consejo de Formación en Educación.
A diferencia de la experiencia de muchos otros países, la Constitución le otorga a la organización del sistema educativo público el principio de autonomía —en el ámbito de su especialidad orgánica— a los entes de la enseñanza con respecto al Poder Ejecutivo. Este es un principio de autonomía técnica y administrativa aunque no financiera, uno de sus rasgos más distintivos.

SECCIÓN XI
DE LOS ENTES AUTÓNOMOS Y DE LOS SERVICIOS DESCENTRALIZADOS

[...]
CAPÍTULO II
Artículo 202. La Enseñanza Pública Superior, Secundaria, Primaria, Normal, Industrial y Artística, serán regidas por uno o más Consejos Directivos Autónomos.

Los demás servicios docentes del Estado, también estarán a cargo de Consejos Directivos Autónomos, cuando la ley lo determine por dos tercios de votos del total de componentes de cada Cámara.

Los Entes de Enseñanza Pública serán oídos, con fines de asesoramiento, en la elaboración de las leyes relativas a sus servicios, por las Comisiones Parlamentarias. Cada Cámara podrá fijar plazos para que aquéllos se expidan.

La ley dispondrá la coordinación de la enseñanza.

Artículo 203. Los Consejos Directivos de los servicios docentes serán designados o electos en la forma que establezca la ley sancionada por la mayoría absoluta de votos del total de componentes de cada Cámara.

El Consejo Directivo de la Universidad de la República será designado por los órganos que la integran, y los Consejos de sus órganos serán electos por docentes, estudiantes y egresados, conforme a lo que establezca la ley sancionada por la mayoría determinada en el inciso anterior.
Constitución de la República

## Estructura administrativa
En su organigrama, la ANEP está constituida por siete direcciones sectoriales:
- Dirección Sectorial Económico Financiera
- Dirección Sectorial de Educación de Adultos
- Dirección Sectorial de Infraestructura
- Dirección Sectorial de Planificación Educativa
- Dirección Sectorial lde Recursos Humanos
- Dirección Sectorial de Programación y Presupuesto
- Dirección de Derechos Humanos

Las Secretarías son tres: Secretaría General, Secretaría Administrativa y Secretaría de Relaciones Públicas. 
La Administración Nacional de Educación es el marco donde se desarrollan numerosos proyectos centrales que incluyen a todos los consejos que la integran. Un ejemplo son los programas de impulso a la inclusión académica ProRazona (Programa de Fortalecimiento del Razonamiento Lógico Matemático) y ProLee (Programa de Lectura y Escritura en Español).
De acuerdo a la Ley General de Educación N.o 18 437, de 12 de diciembre de 2008, dicha administración integra la Comisión Coordinadora de la Educación, organismo consultivo con sede en el Ministerio de Educación y Cultura, que fue instituido por la Constitución de la República a efectos de «proyectar las directivas generales de la política educacional del país». Esta vía institucional es un nexo coordinador entre los entes autónomos de la enseñanza, el Poder Ejecutivo y el sistema educativo privado habilitado. La Administración Nacional de Educación Pública recauda un tributo anual, el Impuesto de Enseñanza Primaria.

## Autoridades
En el ejercicio actual (2025-2030) la Administración Nacional de Educación Pública y el Consejo Directivo Central está presidido por el maestro Pablo Caggiani. 
| Nombre                 | Periodo      | Periodo | Ref   |
| Nombre                 | Nombramiento | Cese    | Ref   |
| ---------------------- | ------------ | ------- | ----- |
| Juan Pivel Devoto      | 1985         | 1990    |       |
| Germán Rama            | 1995         | 2000    |       |
| Javier Bonilla         | 2000         | 2005    |       |
| Luis Yarzábal          | 2005         | 2010    |       |
| José Seoane            | 2010         | 2012    |       |
| Wilson Netto           | 2012         | 2020    |       |
| Robert Silva           | 2020         | 2023    |       |
| Virginia Cáceres       | 2023         | 2025    | [ 3 ] |
| Juan Gabito (interino) | 2025         | 2025    |       |
| Pablo Caggiani         | 2025         |         |       |

## Planes y Reformas
El Plan de Educación Básica Integrada (EBI) introdujo modificaciones como el cambio del ciclo básico de la educación secundaria cambio primero, segundo y tercer año,  por séptimo, octavo y noveno. Unificando la educación primaria con la educación secundaria. Asimismo, cambió los nombres de las asignaturas y creó espacios: de comunicación, científico matemático, social y humanístico, creativo expresivo y de desarrollo personal; se incorporaron las materias de Ciencias de la Computación, Mundo Contemporáneo, Comunicación y Sociedad, y Ciencias del Ambiente.
La reforma educativa conllevó un impacto en gremios y sindicatos como: el sindicato de la Federación Nacional de Profesores de Enseñanza Secundaria (Fenapes), estudiantes de formación en educación, a través del Centro de Estudiantes del Instituto de Profesores Artigas (CEIPA), Centro de estudiantes de Magisterio (CEM), Centro de estudiantes de Educación Social (AEES) y otros grupos de estudiantes de formación docente nucleados en asambleas de sociología, matemática, física y filosofía, comunicaron su rechazo a la reforma. Estos grupos denunciaron que la reforma había sido implementada sin su consulta y que "vulneraba las ideas pedagógicas más básicas de una educación integral para los jóvenes y de poseer un marcado perfil mercantilizado y tecnicista de lo educativo".
En marzo de 2023 se aplicó la reforma educativa con el inicio del año escolar. Robert Silva declaró que "se trata de un plan de educación básica integrada, cuyo centro es el estudiante de entre 3 y 15 años, con un componente fuerte de alfabetización para el aprendizaje de lengua y matemática. Se incorpora nuevas estrategias y talleres vinculados a la salud, ciencias de la computación en programación y robótica, ciencias del ambiente y arte. Todo ello comprende desde educación inicial hasta séptimo, octavo y noveno grados." [cita requerida]

El 20 de julio de 2024, ANEP firmó un convenio con la Asociación de Bachillerato Internacional para avanzar en la implementación de un plan piloto de un bachillerato internacional a partir de 2025.